# Rettel
Rettel é uma comuna francesa na região administrativa de Grande Leste, no departamento de Mosela. Estende-se por uma área de 6,89 km². Em 2010 a comuna tinha 831 habitantes (densidade: 120,6 hab./km²).